# Carl Adolph Agardh
Carl Adolph Agardh (Båstad, 3 januari 1785 - Karlstad, 28 januari 1859) was een Zweedse botanicus en fycoloog en bisschop van Karlstad.
Agardh werd benoemd tot hoogleraar in de plantkunde en praktische economie aan de Universiteit van Lund in 1812. In 1816 ging hij in de geestelijkheid. Van 1819 tot 1820 was Agardh rector magnificus van de Universiteit van Lund, en in 1835 werd hij benoemd tot bisschop van Karlstad. Deze functie bleef hij uitoefenen tot aan zijn dood.
Hij was meermaals vertegenwoordiger van de kerkelijke kamer in het Zweedse parlement vanaf 1817. In 1831 werd hij verkozen om toe te treden tot de Zweedse Academie. Hij volgde er Claes Fleming op, op zetel 4.
Hij was de vader van Jacob Georg Agardh (1813-1901), botanicus en hoogleraar botanie aan de Universiteit van Lund.